# Kőszegi Gyula (színművész)
Kőszegi Gyula (Budapest, 1923. szeptember 24. – Budapest, 2010. június) Jászai Mari-díjas magyar színész.

## Életpályája
Budapesten született, 1923. szeptember 24-én. Az Országos Magyar Színművészeti Akadémián 1947-ben kapott színészi diplomát. Pályáját a debreceni Csokonai Színházban kezdte. 1948-tól dr. Galamb Sándor magánszínházában szerepelt. 1949-től a  Szegedi Nemzeti Színház, 1952-től a kecskeméti Katona József Színház és a Magyar Néphadsereg Színház is foglalkoztatta. 1955-től egy-egy évadot töltött a József Attila Színházban, majd a Pécsi Nemzeti Színházban. 1959-től a Miskolci Nemzeti Színházban játszott, majd a Madách Színházhoz szerződött. 1960-tól az Állami Déryné Színház művésze volt. 1973-ban Jászai Mari-díjat kapott.

## Fontosabb színházi szerepei
- William Shakespeare: Vízkereszt vagy amit akartok... Malvolio
- William Shakespeare: Szentivánéji álom... Theseus
- William Shakespeare: Hamlet... Claudius
- Friedrich Schiller: Don Carlos... Fülöp király
- Friedrich Schiller: Ármány és szerelem... Kancellár
- Friedrich Schiller: Stuart Mária... Talbot gróf
- Friedrich Schiller: Tell Vilmos... Pfeiffer
- Nyikolaj Vasziljevics Gogol: Háztűznéző... Tespegyin, udvari tanácsos
- Lev Nyikolajevics Tolsztoj: Szellemesek (A felvilágosodás gyümölcsei)... Klingen báró
- George Bernard Shaw: Szent Johanna... Robert de Baudricourt
- Harriet Beecher Stowe: Tamás bátya kunyhója... Haley, rabszolgakereskedő
- Hermann Gressieker: VIII. Henrik és hat felesége... VIII. Henrik
- Charles Dickens: Twist Oliver... Mr. Bumble
- Jaroslav Hašek: Svejk... Lukas, főhadnagy
- Katona József: Bánk bán... Bánk bán
- Jókai Mór: A kőszívű ember fiai... Rideghváry Bence
- Csiky Gergely: Ingyenélők... Timót Pál
- Madách Imre: Az ember tragédiája... Ádám
- Bródy Sándor: A tanítónő... ifj. Nagy
- Felkai Ferenc: A király bolondja... Odilió, francia apát
- Gáli József: Szabadsághegy... Péter
- Földes Mihály: Mélyszántás... Kovács őrmester
- Tabi László: Különleges világnap... Lajtos Ernő
- Kállai István: Kötéltánc... Völgyesi István
- Kárpáthy Gyula: Zrínyi... Soria, tábori főpap, a haditanács tagja
- Mándy Éva: Hétköznapok hősei... Tóth
- Pavel Kohout: Ilyen nagy szerelem... Taláros úr
- Vszevolod Vitaljevics Visnyevszkij: Optimista tragédia... Alekszej
- Leonyid Rahmanov: Viharos alkonyat... Polezsájev professzor
- Marc-Gilbert Sauvajon: Szép kis família... Legrand, rendőrfőnök

## Filmek, tv
- Egy óra múlva itt vagyok (sorozat)

- A Mephisto akció című rész (1975) ... Főtörzsőrmester
- ...hogy magának milyen mosolya van! (1977)
- Fogjuk meg és vigyétek! (1979)... Bimbó
- Isztambuli vonat (1981)
- Isten veletek, barátaim (1987)